# 宽叶沿阶草
宽叶沿阶草（学名：Ophiopogon platyphyllus）为百合科沿阶草属下的一个种。

## 扩展阅读
- 維基物種上的相關：宽叶沿阶草